# Verborgen in Schnuttenbach
Verborgen in Schnuttenbach ist ein deutscher Dokumentarfilm des deutsch-österreichischen Filmemachers Thomas Gerhard Majewski, der zwischen 1998 und 2009 entstanden ist. Im Film sprechen Zeitzeugen über ihre Erfahrungen in Schnuttenbach während des Nationalsozialismus.

## Inhalt
Der Ort Schnuttenbach bei Offingen im Südwesten Bayerns war während der Zeit des Nationalsozialismus Standort eines Arbeitslagers für zwangsinternierte Menschen aus Europa.
Im Film treffen Zeitzeugen aus Holland, Frankreich und Deutschland einander wieder.
Erinnerungen werden ausgetauscht. Erlebnisse werden gemeinsam aufgearbeitet.

## Hintergrund
Im Sommer 1944 wurde eine große Fläche des damals ca. 600 Einwohner zählenden Dorfes Schnuttenbach in Bayern für die Errichtung eines Lagers für Zwangsarbeiter aus Europa, vorwiegend Franzosen, Belgier und Niederländer, verwendet. Für den Kriegseinsatz wurden in der Schnuttenbacher Kunstdüngerfabrik Flugzeugteile der deutschen Messerschmitt AG gefertigt. Das in der Nähe der Donau gelegene kleine Bauerndorf gewann dadurch in der Kriegsstrategie des Dritten Reiches immer mehr an Bedeutung.

## Produktion
„Verborgen in Schnuttenbach“ ist ein filmisches Langzeitprojekt, das von 1998 bis 2009 realisiert wurde. Unterstützt wurden die Dreharbeiten von der Hessischen Filmförderung und des Marktes Offingen.
Mit den Hauptpersonen im Film wurde mindestens eine Woche am Stück gedreht. Nach Drehschluss wurden weitere Fragen für den nächsten Tag formuliert. Bei einigen der älteren Protagonisten kehrten während des Schlafs die Erinnerungen zurück. Durch dies Drehweise entstanden 300 Stunden Material und nach elf Jahren die Dokumentation mit einer Dauer von 116 Minuten.

## Auszeichnungen
- 2009: Goldener Herkules[3] des 26. Kasseler Dokfests

## Rezensionen
„Der Film nutzt nur wenige Bilder aus der Vergangenheit, und trotzdem schafft er es, über die gesamte Länge einen Parallelfilm im Kopf der Zuschauer zu installieren, der in eben dieser Vergangenheit spielt. Die Kameraarbeit lässt uns dabei durch ruhige Einstellungen die Zeit, sich auf das Geschehen einzustellen. Der Film hat eine Intensität und emotionale Kraft, die über das Gesehene hinausgehen.“
(Aus der Jurybegründung zum „Goldenen Herkules“)